# قطار شب
قطار شب (انگلیسی: Night Train) که با نام‌های قطار (لهستانی: Pociąg) و قطار سریع‌السیر بالتیک هم شناخته می‌شود، یک فیلم جنایی-معمایی لهستانی به کارگردانی یژی کاوالروویچ است که در سال ۱۹۵۹ منتشر شد.
این فیلم برندهٔ «جایزهٔ ژرژ ملی‌یس» شد و در بیست و ششمین دورهٔ جشنواره فیلم ونیز موفق به دریافت جایزهٔ «بهترین بازیگر زن خارجی» گشت.

## گزیدهٔ بازیگران
- لوتسینا وینیتسکا
- لئون نیمچیک
- زبیگنیف سیبولسکی
- ترسا اشمیگیلوونا
- هلنا دامبروفسکا
- ایگناتسی ماخوفسکی
- تادئوش گویازدوفسکی
- ویتولد اسکاروخ
- آندژی خردر
- باربارا خوراویانکا
- یانوش مایفسکی
- میه‌چیسواف واشکوفسکی
- زیگمونت زینتل
- یوزف وُدینسکی
- الکساندر سِـوْروک